# Лескюр-Жауль
Лескю́р-Жау́ль (фр. Lescure-Jaoul, окс. L'Escura) — коммуна во Франции, находится в регионе Окситания. Департамент — Аверон. Входит в состав кантона Сальвета-Пейрале. Округ коммуны — Родез.
Код INSEE коммуны — 12128.
Коммуна расположена приблизительно в 520 км к югу от Парижа, в 90 км северо-восточнее Тулузы, в 37 км к западу от Родеза.

## Население
Население коммуны на 2008 год составляло 258 человек.
| 1962 | 1968 | 1975 | 1982 | 1990 | 1999 | 2008 |
| ---- | ---- | ---- | ---- | ---- | ---- | ---- |
| 472  | 490  | 435  | 378  | 319  | 268  | 258  |

## Экономика

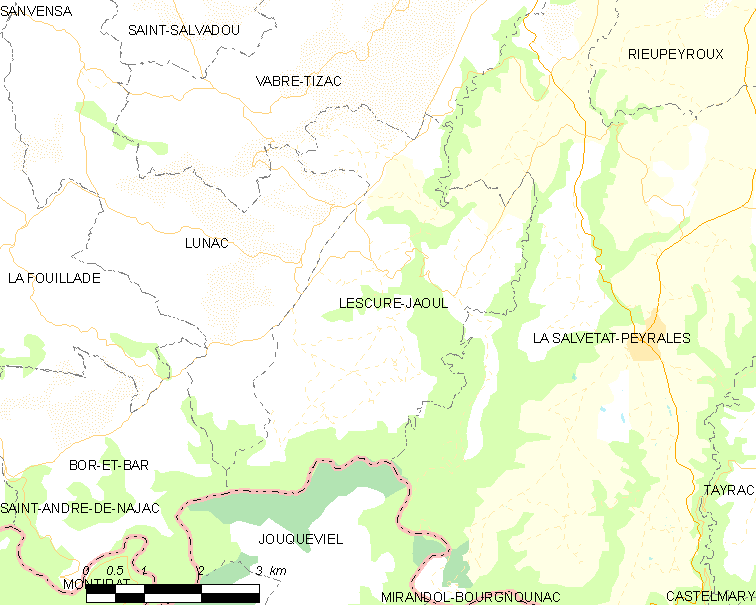
Карта коммуны

В 2007 году среди 140 человек в трудоспособном возрасте (15—64 лет) 98 были экономически активными, 42 — неактивными (показатель активности — 70,0 %, в 1999 году было 71,4 %). Из 98 активных работали 87 человек (52 мужчины и 35 женщин), безработных было 11 (6 мужчин и 5 женщин). Среди 42 неактивных 6 человек были учениками или студентами, 23 — пенсионерами, 13 были неактивными по другим причинам.